# Пятигорск (станция)
Пятиго́рск — железнодорожная станция Минераловодского региона Северо-Кавказской железной дороги, находящаяся в городе Пятигорске Ставропольского края. Станция расположена на двухпутной железнодорожной ветке Минеральные Воды — Кисловодск.

## Описание

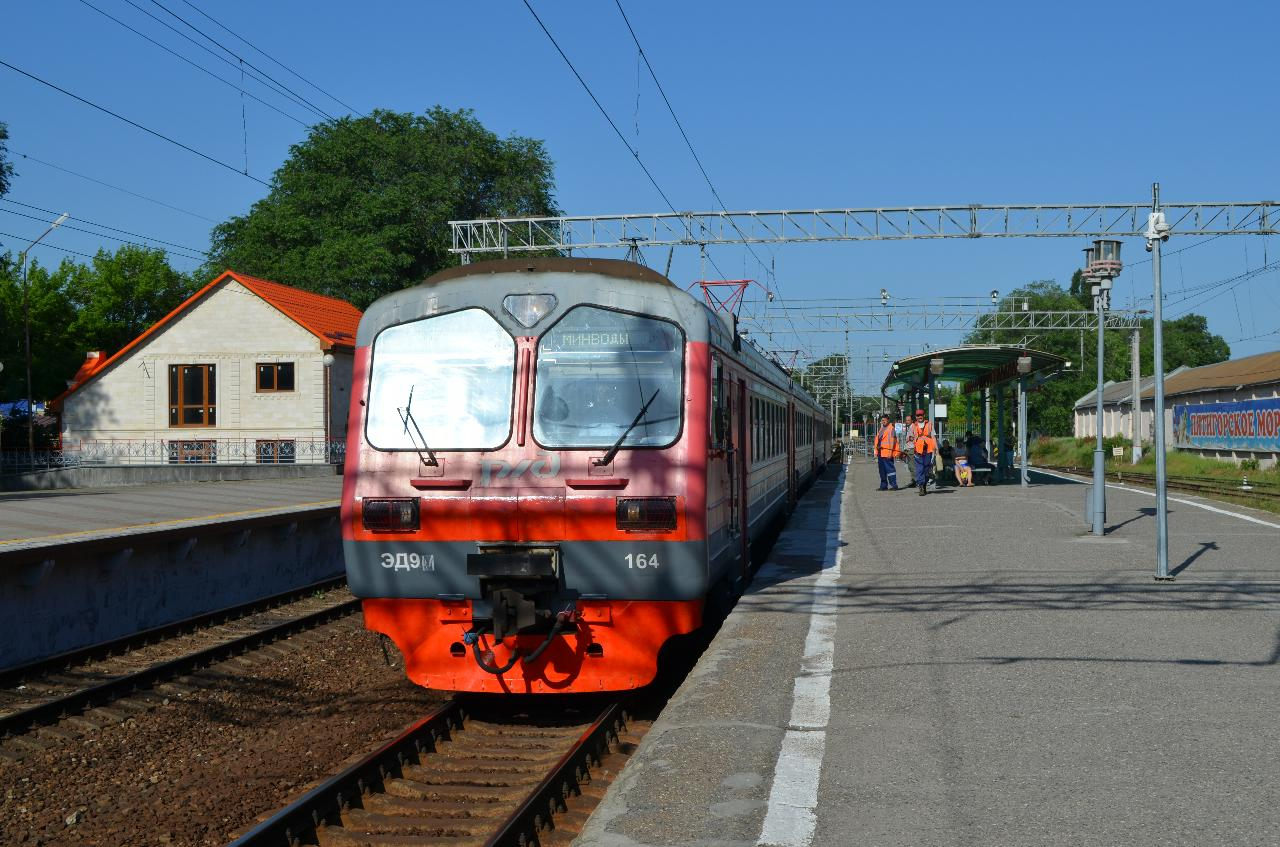
Электропоезд ЭД9М на станции Пятигорск

Станция Пятигорск является пассажирской. На станции 4 железнодорожных пути и 2 пассажирских платформы. Платформа № 1 высокая, малоиспользуемая, является отстойником для пригородных поездов сообщением Кисловодск — Пятигорск. Электропоезда прибывают к первой платформе, далее, ожидая время отправления вновь движутся в Кисловодск. Платформа № 2 — основная для пассажироперевозок. К этой платформе прибывают все остальные пригородные электропоезда, а также поезда дальнего следования. На платформе имеется подземный переход, имеющий выход к 1-й платформе и в город. Подземный переход часто закрывают из-за проливных дождей, поэтому выход к вокзалу и в город осуществляется через настилы. Платформа высокая с переходом на низкую по краям, лишь пригородные электропоезда 6—8 секций способны умещаться по всей длине высокой части платформы.
На территории станции имеется багажное отделение. Напротив платформ находится водонапорная башня.

## История
17 мая 1894 года открылось регулярное движение поездов на участке Минеральные Воды – Кисловодск.
Первое здание вокзала после его сооружения сдали в эксплуатацию весной 1894 года. Тогда это было ещё одноэтажное здание. 
10 июля 1944 года восстановлено бесперебойное железнодорожное сообщение между Минераловодской узловой станцией и курортными городами Кавминвод.
В 1971 году старое здание вокзала снесено.
В 1978 году построено новое двухэтажное здание вокзала на месте старого, являвшегося памятником архитектуры.
В 1997 году совершён террористический акт, двое погибших.

## Пригородное сообщение по станции
По состоянию на март 2016 года по станции курсируют следующие поезда пригородного сообщения:
| № поезда | Маршрут движения              | № поезда | Маршрут движения              |
| -------- | ----------------------------- | -------- | ----------------------------- |
| 6101     | Кисловодск — Минеральные Воды | 6102     | Минеральные Воды — Кисловодск |
| 6103     | Кисловодск — Минеральные Воды | 6104     | Минеральные Воды — Кисловодск |
| 6105     | Кисловодск — Минеральные Воды | 6106     | Минеральные Воды — Кисловодск |
| 6107     | Кисловодск — Минеральные Воды | 6108     | Минеральные Воды — Кисловодск |
| 6109     | Кисловодск — Минеральные Воды | 6110     | Минеральные Воды — Кисловодск |
| 6111     | Кисловодск — Минеральные Воды | 6112     | Минеральные Воды — Кисловодск |
| 6113     | Кисловодск — Пятигорск        | 6122     | Пятигорск — Кисловодск        |
| 6115     | Кисловодск — Минеральные Воды | 6114     | Минеральные Воды — Кисловодск |
| 6117     | Кисловодск — Минеральные Воды | 6116     | Минеральные Воды — Кисловодск |
| 6119     | Кисловодск — Минеральные Воды | 6118     | Минеральные Воды — Кисловодск |
| 6121     | Кисловодск — Минеральные Воды | 6120     | Минеральные Воды — Кисловодск |
| 6123     | Кисловодск — Минеральные Воды | 6124     | Минеральные Воды — Кисловодск |
| 6125     | Кисловодск — Лермонтовская    | 6132     | Лермонтовская — Кисловодск    |
| 6127     | Кисловодск — Минеральные Воды | 6126     | Минеральные Воды — Кисловодск |
| 6129     | Кисловодск — Минеральные Воды | 6128     | Минеральные Воды — Кисловодск |
| 6131     | Кисловодск — Пятигорск        | 6136     | Пятигорск — Кисловодск        |
| 6133     | Кисловодск — Минеральные Воды | 6130     | Минеральные Воды — Кисловодск |
| 6135     | Кисловодск — Минеральные Воды | 6134     | Минеральные Воды — Кисловодск |
| 6137     | Кисловодск — Минеральные Воды | 6138     | Минеральные Воды — Кисловодск |
| 6139     | Кисловодск — Минеральные Воды | 6140     | Минеральные Воды — Кисловодск |
| 6141     | Кисловодск — Лермонтовская    | 6146     | Лермонтовская — Кисловодск    |
| 6143     | Кисловодск — Минеральные Воды | 6142     | Минеральные Воды — Кисловодск |
| 6145     | Кисловодск — Минеральные Воды | 6144     | Минеральные Воды — Кисловодск |
| 6147     | Кисловодск — Минеральные Воды | 6148     | Минеральные Воды — Кисловодск |

## Дальнее следование по станции
По состоянию на декабрь 2021 год по станции курсируют следующие поезда дальнего следования:

### Круглогодичное движение поездов
| № поезда           | Маршрут движения              | № поезда        | Маршрут движения              |
| ------------------ | ----------------------------- | --------------- | ----------------------------- |
| 3 «Кавказ»         | Кисловодск — Москва           | 4 «Кавказ»      | Москва — Кисловодск           |
| 3 «двухэтажный»    | Кисловодск — Москва           | 4 «двухэтажный» | Москва — Кисловодск           |
| 49                 | Кисловодск — Санкт-Петербург  | 50              | Санкт-Петербург — Кисловодск  |
| 59                 | Кисловодск — Новокузнецк      | 60              | Новокузнецк — Кисловодск      |
| 97                 | Кисловодск — Тында            | 98              | Тында — Кисловодск            |
| 99                 | Кисловодск — Нижний Новгород  | 100             | Нижний Новгород — Кисловодск  |
| 111                | Кисловодск — Орск             | 112             | Орск — Кисловодск             |
| 143                | Кисловодск — Москва           | 144             | Москва — Кисловодск           |
| 425                | Кисловодск — Симферополь      | 426             | Симферополь — Кисловодск      |
| 445                | Кисловодск — Екатеринбург     | 446             | Екатеринбург — Кисловодск     |
| 643                | Кисловодск — Адлер            | 644             | Адлер — Кисловодск            |
| 681                | Кисловодск — Минеральные Воды | 682             | Минеральные Воды — Кисловодск |
| 809 «Ласточка»     | Кисловодск — Ростов-на-Дону   | 810 «Ласточка»  | Ростов-на-Дону — Кисловодск   |
| 809/817 «Ласточка» | Кисловодск — Краснодар        | 818 «Ласточка»  | Краснодар — Кисловодск        |

### Сезонное движение поездов
| № поезда | Маршрут движения | № поезда | Маршрут движения |
| -------- | ---------------- | -------- | ---------------- |

## Адрес вокзала
- 357500, Россия, Ставропольский край, г. Пятигорск, ул. Университетская, д. 34
- Справочная: +7 (8793) 33-65-99